# Campiglossa bigutta
Campiglossa bigutta este o specie de muște din genul Campiglossa, familia Tephritidae. A fost descrisă pentru prima dată de Erich Martin Hering în anul 1941.
Este endemică în Peru. Conform Catalogue of Life specia Campiglossa bigutta nu are subspecii cunoscute.